# Italiani di Croazia
Gli Italiani di Croazia (in croato Talijani u Hrvatskoj) sono una minoranza nazionale di lingua italiana riconosciuta in Croazia, rappresentata dall'Unione Italiana. 
La comunità italiana in Croazia è formata prevalentemente da autoctoni (istriani autoctoni di lingua italiana), specie nell'Istria croata, ma anche da espatriati, specialmente nella capitale (Zagabria), mentre nelle città della costa adriatica, soprattutto a Fiume e a Pola, è costituita da comunità autoctone di lingua italiana.

## Storia

Bandiera della minoranza italiana nella Jugoslavia socialista.

Gli Italiani in Croazia rappresentano una minoranza residuale di quelle popolazioni italiane autoctone che abitarono per secoli ed in gran numero, le coste dell'Istria e le principali città di questa, le coste e le isole della Dalmazia, e il Quarnaro, che erano territori della Repubblica di Venezia. Negli ultimi due secoli vi si sono trasferiti anche alcuni italiani dalla penisola italiana, come nel caso di emigranti pugliesi a Ragusa e trentini a Požega.
Dopo la conquista di Napoleone e la sua donazione dei territori appartenuti all'antica Repubblica veneziana all'Impero asburgico, queste popolazioni italiane dovettero subire il potere austro-ungarico. Col risveglio delle coscienze nazionali (seconda metà del XIX secolo), cominciò la lotta fra italiani e slavi per il dominio sull'Istria e Dalmazia. La comunità italiana in Dalmazia venne quasi cancellata da questo scontro fra opposti nazionalismi. Tra il 1848 e il 1918 l'Impero Austroungarico - in particolar modo dopo la perdita del Veneto a seguito della Terza guerra d'Indipendenza (1866) - favorì l'affermarsi dell'etnia slava per contrastare l'irredentismo (vero o presunto) della popolazione italiana. Nel corso della riunione del consiglio dei ministri del 12 novembre 1866 l'imperatore Francesco Giuseppe delineò compiutamente in tal senso un piano di ampio respiro: 
(Francesco Giuseppe I d'Austria, consiglio della Corona del 12 novembre 1866.)

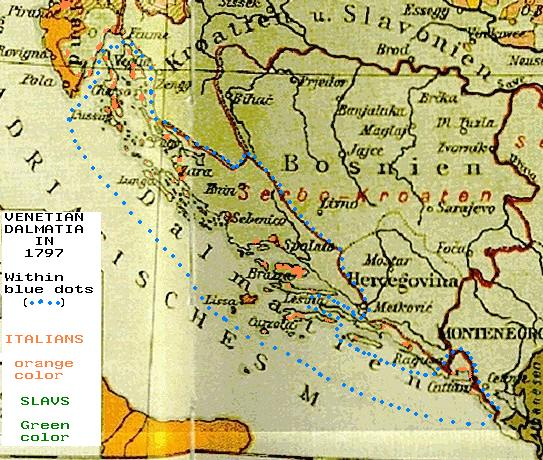
Mappa linguistica austriaca del 1896, su cui sono riportati i confini (segnati con pallini blu) della Dalmazia veneziana nel 1797. In arancione sono evidenziate le zone dove la lingua madre più diffusa era l'italiano, mentre in verde quelle dove erano più diffuse le lingue slave

La politica di collaborazione con i serbi locali, inaugurata dallo zaratino Ghiglianovich e dal raguseo Giovanni Avoscani, permise poi agli italiani la conquista dell'amministrazione comunale di Ragusa nel 1899. Il 26 aprile 1909 - al termine di una lunga trattativa che aveva coinvolto il governo austriaco e i rappresentanti dei partiti dalmati - venne pubblicata un'ordinanza ministeriale concernente l’uso delle lingue presso le i.r. autorità civili ed uffici dello Stato in Dalmazia. La lingua interna ordinaria divenne la croata, pur riconoscendo la possibilità di presentare un’istanza e di ricevere risposta in italiano se il funzionario che trattava la pratica conosceva tale lingua: "la corrispondenza degli uffici, la trattazione interna degli affari, così come qualunque atto ufficiale giuridico o tecnico, potevano essere compilate in lingua italiana; inoltre le notificazioni ufficiali, le insegne e i timbri sarebbero stati bilingui in 24 distretti (mandamenti) lungo la costa dalmata, dove erano concentrate le comunità italiane". Questa norma venne fortemente avversata dai dalmati italiani, che vedevano in essa il definitivo riconoscimento di un ruolo subalterno dell'italiano in Dalmazia. Queste ingerenze, insieme ad altre azioni di favoreggiamento ai gruppi etnici slavi ritenuti dall'impero più fedeli alla corona, esasperarono la situazione andando ad alimentare le correnti più estremiste e rivoluzionarie. 
     Il Litorale austriaco, poi ribattezzato Venezia Giulia, che fu assegnato all'Italia nel 1920 con il trattato di Rapallo (con ritocchi del suo confine nel 1924 dopo il trattato di Roma) e che fu poi ceduto alla Jugoslavia nel 1947 con i trattati di Parigi
     Aree annesse all'Italia nel 1920 e rimaste italiane anche dopo il 1947
     Aree annesse all'Italia nel 1920, passate al Territorio Libero di Trieste nel 1947 con i trattati di Parigi e assegnate definitivamente all'Italia nel 1975 con il trattato di Osimo
     Aree annesse all'Italia nel 1920, passate al Territorio Libero di Trieste nel 1947 con i trattati di Parigi e assegnate definitivamente alla Jugoslavia nel 1975 con il trattato di Osimo
Nella determinazione del confine avvenuta dopo la seconda guerra mondiale vennero prese in considerazione anche le aspirazioni degli abitanti delle aree contese; ciò nonostante, alla fine della disputa, le aree assegnate all’Italia risultavano abitate da circa 120.000 Sloveni, mentre le aree assegnate alla Jugoslavia risultavano abitate da circa 270.000 Italiani.
La comunità italiana agli inizi del XX secolo era ancora molto consistente, essendo maggioritaria nei più importanti centri costieri istriani e in alcuni centri quarnerini e dalmati. Secondo i censimenti austriaci, che raccolsero le dichiarazioni relative alla lingua d'uso nel 1880, 1890, 1900 e 1910, nella regione geografica istriana - che differiva dal Marchesato d'Istria in quanto a quest'ultimo erano state aggiunte le principali isole quarnerine - gli italofoni contavano dal 37,59% (1910) al 41,66% (1880) della popolazione totale, concentrati nella aree costiere occidentali dove raggiungevano anche il 90%. In Dalmazia invece erano abbastanza numerosi solo nelle principali città, come Zara (l'unica località dalmata di terraferma dove erano maggioranza), Spalato, Traù, Sebenico, Ragusa e Cattaro, ed in alcune isole come Veglia, Cherso, Lussino, Arbe, Pago, Lissa e Brazza. In queste erano maggioritari nei centri di Cherso, Lussinpiccolo, Lussingrande e, secondo il censimento del 1880, nelle città di Veglia ed Arbe.
Dopo la prima guerra mondiale e l'impresa dannunziana di Fiume molti dei territori istriani e dalmati passarono al Regno d'Italia, rafforzando la maggioranza italiana in Istria e Dalmazia. Queste popolazioni erano di lingua e cultura italiana, parlanti dialetto veneto e rappresentavano una parte consistente della popolazione in Istria e Dalmazia fino alla seconda guerra mondiale. A Fiume gli italiani erano la maggioranza relativa nel comune (48,61% nel 1910, prima della sua annessione all'Italia), e oltre alla cospicua comunità croata (25,95% nello stesso anno), vi era anche una discreta minoranza ungherese (13,03%). Gli italiani a Fiume salirono, nel 1925, un anno dopo alla sua annessione all'Italia, al 70,7% della popolazione totale.
Dopo la prima guerra mondiale, con l'annessione della maggior parte della Dalmazia alla Jugoslavia, si verificò l'esodo di alcune migliaia di Dalmati italiani verso Zara e l'Italia. Ai pochi rimasti, concentrati prevalentemente a Spalato e a Ragusa, fu concessa la cittadinanza italiana a seguito del trattato di Rapallo (1920). Zara, la cui popolazione era in maggioranza italiana (66,29% nella città di Zara, secondo il censimento del 1910), fu annessa al Regno d'Italia assieme all'Istria nel 1920. Fiume fu annessa all'Italia nel 1924.
Per un breve periodo durante l'invasione della Jugoslavia (1941-1943) il Governatorato della Dalmazia fu inserito nel Regno d'Italia, con tre province: la provincia di Zara, la provincia di Spalato e la provincia di Cattaro. Dopo la seconda guerra mondiale, tutta la Dalmazia e la quasi totalità dell'Istria furono annesse alla Jugoslavia. La maggior parte degli italiani prese la strada dell'esodo giuliano dalmata, che si svolse dal 1943 sino alla fine degli anni cinquanta, anche a causa dei "massacri delle foibe". Gli italiani rimasti in Jugoslavia, riuniti nell'Unione italiana, vennero riconosciuti come minoranza nazionale, dotata di una propria bandiera.

## Comunità italiana in Croazia oggi
Nell'Istria vi sono ancora consistenti comunità di italiani (circa il 7% della popolazione), mentre in Dalmazia vi sono solo piccoli gruppi italiani di modestissima entità numerica, ultima testimonianza di una presenza che discende direttamente dalle popolazioni di lingua romanza sopravvissute alle invasioni slave. Nel gruppo etnico italiano sono inserite sia le popolazioni autoctone venetofone (Istria nord-occidentale e Dalmazia) che quelle parlanti istrioto della costa istriana sud-occidentale. Benché il numero di appartenenti alla comunità italiana sia ormai piuttosto esiguo, nell’intera Croazia ci sono più o meno un milione di persone in grado di parlare l’italiano, ovvero il 23% circa della popolazione croata.
Dal censimento condotto in Croazia il 29 giugno 2014 in Croazia vivono 34.345 Italiani, tramite autocertificazione: secondo i dati ufficiali al censimento del 2001 furono in 20.521 a dichiararsi di madrelingua italiana e 19.636 a dichiararsi di etnia italiana). I croati italiani danno vita a 51 Comunità Nazionali Italiane locali e sono organizzati nell'Unione Italiana (UI). 
Secondo Maurizio Tremul, presidente della giunta esecutiva dell'UI, i dati del censimento nella parte in cui si chiede di dichiarare l'etnia sono un po' falsati a causa di un "timore reverenziale" nei riguardi dei censori che non usano l'italiano né formulari bilingui. Il censimento croato nel 2011 ha utilizzato per la prima volta una nuova metodologia in modo tale che chi non era residente nel territorio oppure non veniva trovato in casa non veniva censito.

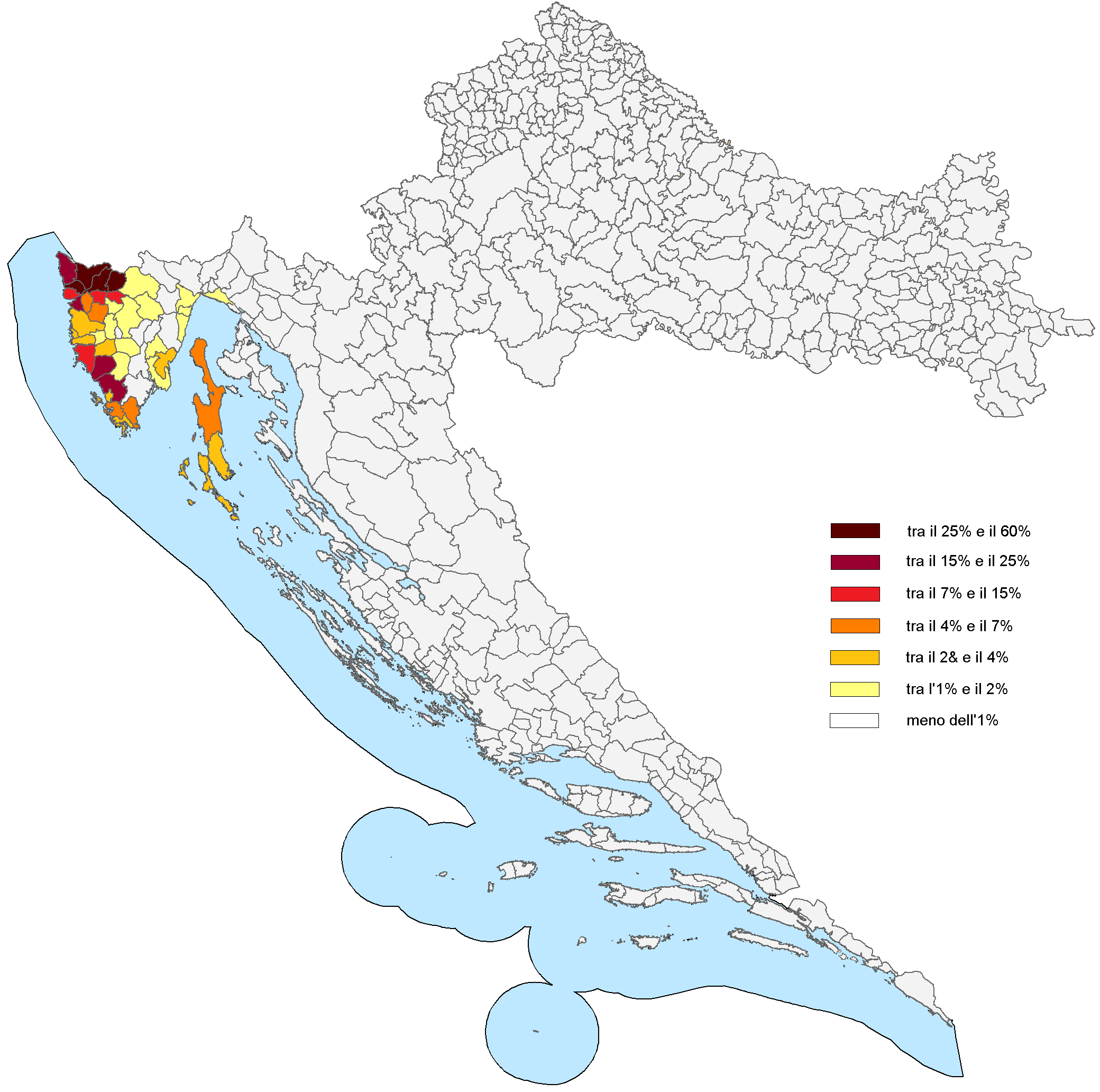
Percentuale italofoni in Croazia suddivisi per municipalità, secondo il censimento croato del 2011

Gli italiani sono insediati principalmente nell'area dell'Istria, delle isole del Quarnero e di Fiume. Nella Dalmazia costiera ve ne restano appena 500, quasi tutti a Zara e Spalato. Essi sono riconosciuti da alcuni statuti comunali come popolazione autoctona: in parte dell'Istria (sia nella Regione istriana croata, nei quattro comuni costieri della Slovenia), in parti della regione di Fiume (Regione litoraneo-montana) e nell'arcipelago dei Lussini, mentre nel resto del Quarnaro e in Dalmazia non viene riconosciuto loro nessuno status particolare. 
Nella città di Fiume, dove ha sede il maggior giornale di lingua italiana della Croazia, nonché alcuni istituti scolastici in lingua italiana, ufficialmente gli italiani sono circa 2300, sebbene la locale comunità italiana di Fiume abbia all'incirca 7500 iscritti.
Nel corso del XIX secolo un numero considerevole di artigiani italiani si trasferì a vivere a Zagabria e in Slavonia (Požega), dove tuttora abitano molti loro discendenti. A Zagabria si è costituita una locale Comunità degli Italiani, che riunisce prevalentemente fra i propri soci dei recenti immigrati dall'Italia, oltre a un discreto numero di istriani di lingua italiana, spostatisi nella capitale.
Nell'Istria croata - fra le località di Valdarsa e Seiane - è presente la piccola comunità etnica degli Istroromeni o Cicci, popolazione originaria della Romania la cui lingua, di ceppo latino ed affine al rumeno, è in pericolo d'estinzione in favore del croato. Durante il Fascismo questi Istrorumeni furono considerati etnicamente italiani per via della loro mescolanza durante il Medioevo con i discendenti delle popolazioni ladine dell'Istria romana, e fu garantito loro l'insegnamento elementare nella propria madrelingua.
Secondo il censimento del 2001, i comuni della Croazia con la maggiore percentuale di abitanti italofoni si trovavano tutti in Istria (principalmente nelle aree dell'ex zona B del Territorio Libero di Trieste):
- Grisignana: 66,11%
- Verteneglio: 41,29%
- Buie: 39,66%
- Portole: 32,11%
- Valle d'Istria: 22,54%
- Umago: 20,70%
- Dignano: 20,03%

Grisignana (in croato "Grožnjan") è l'unica cittadina con maggioranza assoluta italofona nella Croazia: oltre i 2/3 dei cittadini parlano ancora l'italiano e nel censimento del 2001 oltre il 53% si è dichiarato "Italiano di madrelingua italiana", mentre Gallesano (in croato "Galižana") frazione di Dignano (in croato "Vodnjan") con il 60% della popolazione italiana è il centro abitato dell'Istria con la percentuale maggiore di italiani.

## Croatizzazione

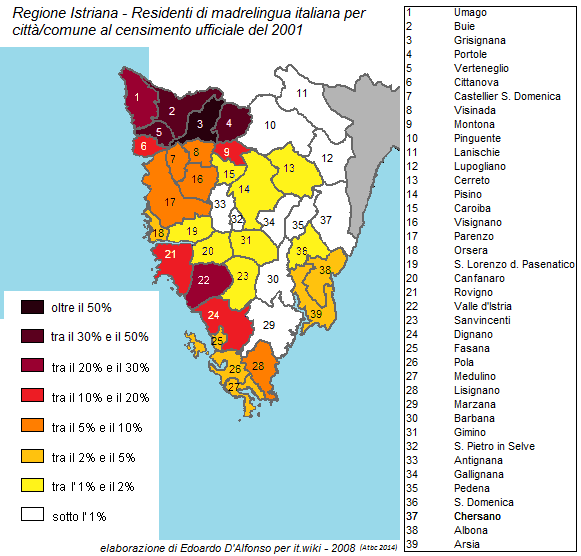
Regione istriana della Croazia: distribuzione per comuni degli italiani madrelingua al censimento del 2001.

Gli Italo-croati hanno conosciuto negli ultimi due secoli un processo di croatizzazione. Questo processo è stato "schiacciante" specialmente in Dalmazia, dove nel 1865 i censimenti austriaci registravano 55.020 italofoni, pari al 12,5% del totale, ridotti nel 1910 a 18.028 (2,8%). Nel 2001 ne sono stati contati all'incirca 500, concentrati prevalentemente a Zara.
Gli Italo-croati sono praticamente scomparsi dalle isole della Dalmazia centrale e meridionale durante il governo di Tito, mentre ai tempi del Risorgimento gli italiani erano ancora numerosi a Lissa ed in altre isole dalmate.
Anche nelle città dalmate si registrò una simile diminuzione: nella città di Spalato nel 1910 vi erano oltre 2.082 Italiani (9,75% della popolazione), mentre oggi ne resta appena un centinaio intorno alla locale Comunità degli Italiani.
L'ultimo colpo alla presenza italiana in Dalmazia e in alcune zone del Quarnaro e dell'Istria ebbe luogo nell'ottobre del 1953, quando le scuole italiane nella Iugoslavia comunista furono chiuse e gli allievi trasferiti d'imperio nelle scuole croate.
A Lagosta (in croato Lastovo), che appartenne al Regno d'Italia dal 1918 al 1947, ancora oggi vi sono alcune famiglie italo-croate non completamente croatizzate.

### Lagosta e Pelagosa
L'isola di Lagosta appartenne all'Italia dal 1920 fino alla fine della seconda guerra mondiale. Mentre fino al 1910 la presenza di italofoni nell'isola era trascurabile (8 nel territorio del comune su un totale di 1.417 abitanti), negli anni '20 e '30 vi si trasferirono parecchie famiglie di dalmati italiani, provenienti dalle zone della Dalmazia passate alla Jugoslavia. Negli anni trenta circa la metà degli abitanti era di lingua italiana, ma emigrò nella quasi totalità dopo la fine della seconda guerra mondiale.
Alcune famiglie venetofone o italofone (anche se molto croatizzate) sono ancora presenti nell'isola di Lesina, dove è stata promossa la creazione di una sede dell'Unione Italiana - intitolata allo scrittore lesignano Giovanni Francesco Biondi - per tutti gli Italo-croati della Dalmazia meridionale.
Pelagosa (ed il suo piccolo arcipelago) fu popolata assieme alle vicine isole Tremiti da Ferdinando II del Regno delle Due Sicilie nel 1843 con pescatori provenienti da Ischia, che vi continuarono a parlare il dialetto d'origine. Il tentativo fallì ed i pochi pescatori emigrarono a fine Ottocento. Le autorità italiane durante il fascismo vi trapiantarono alcuni pescatori dalle Tremiti, che lasciarono l'isola quando passò ufficialmente alla Iugoslavia nel 1947. L'arcipelago di Pelagosa è disabitato.

## Scuola e lingua italiana
In molti comuni della Regione istriana (Croazia) vigono statuti bilingui, e la lingua italiana viene considerata lingua co-ufficiale.
Vi sono alcune scuole italiane in Istria, specialmente nei territori della ex-zona B: scuole elementari a Buie, Umago, Cittanova, Parenzo, Pola, Dignano e Rovigno; scuole medie a Pola e Rovigno.
Nella città di Fiume la scuola italiana dispone di asili, elementari, medie ed un liceo. La proposta di elevare l'italiano a lingua co-ufficiale, come nella Regione Istriana, è in discussione da anni.
A Zara la locale Comunità degli Italiani ha richiesto dal 2009 la creazione di un asilo italiano. Dopo notevoli opposizioni governative, con l'imposizione di un filtro nazionale che imponeva l'obbligo di possesso di cittadinanza italiana per l'iscrizione, alla fine nel 2013 è stato aperto ospitando i primi 25 bambini. Dal 2017 una scuola elementare croata offre lo studio della lingua italiana come lingua straniera. Corsi di italiano sono stati attivati anche in una Scuola media superiore e presso la facoltà di Lettere e Filosofia. Un asilo italiano è stato aperto nel 2010 anche a Lussinpiccolo.

## Italiani per regioni
Ecco gli autodichiaratisi di nazionalità italiana suddivisi per regione secondo i censimenti del 2001 e del 2011:
| Contea                                  | Italiani nel 2001 | Perc. | Italiani nel 2011 | Perc. |
| --------------------------------------- | ----------------- | ----- | ----------------- | ----- |
| Regione di Bjelovar e della Bilogora    | 79                | 0,06% | 76                | 0,06% |
| Regione di Brod e della Posavina        | 40                | 0,02% | 41                | 0,03% |
| Regione istriana                        | 14.284            | 6,92% | 12.543            | 6,03% |
| Regione di Karlovac                     | 11                | 0,01% | 11                | 0,01% |
| Regione di Koprivnica e Križevci        | 9                 | 0,01% | 15                | 0,01% |
| Regione di Krapina e dello Zagorje      | 6                 | 0,00% | 10                | 0,01% |
| Regione della Lika e di Segna           | 14                | 0,03% | 6                 | 0,01% |
| Regione litoraneo-montana               | 3.539             | 1,16% | 3.429             | 1,16% |
| Regione del Međimurje                   | 4                 | 0,00% | 13                | 0,01% |
| Regione di Osijek e della Baranja       | 32                | 0,01% | 45                | 0,01% |
| Regione di Požega e della Slavonia      | 788               | 0,92% | 592               | 0,76% |
| Regione raguseo-narentana               | 51                | 0,04% | 50                | 0,04% |
| Regione di Sebenico e Tenin             | 30                | 0,03% | 42                | 0,04% |
| Regione di Sisak e della Moslavina      | 192               | 0,10% | 183               | 0,11% |
| Regione spalatino-dalmata               | 114               | 0,02% | 134               | 0,03% |
| Regione di Varaždin                     | 17                | 0,01% | 24                | 0,01% |
| Regione di Virovitica e della Podravina | 12                | 0,01% | 9                 | 0,01% |
| Regione di Vukovar e della Sirmia       | 5                 | 0,00% | 8                 | 0,00% |
| Regione zaratina                        | 109               | 0,07% | 123               | 0,07% |
| Regione di Zagabria                     | 31                | 0,01% | 57                | 0,02% |
| Città di Zagabria                       | 277               | 0,04% | 399               | 0,05% |
| Croazia                                 | 19.636            | 0,44% | 17.807            | 0,42% |

## Insegnamento di lingua italiana

### Scuole dell'infanzia
| Paese / città | N° |
| ------------- | -- |
| Buie          | 2  |
| Verteneglio   | 1  |
| Cittanova     | 1  |
| Umago         | 3  |
| Parenzo       | 2  |
| Orsera        | 1  |
| Rovigno       | 1  |
| Valle         | 1  |
| Dignano       | 3  |
| Pola          | 7  |
| Albona        | 1  |
| Fiume         | 6  |
| Orsera        | 1  |
| Lussinpiccolo | 1  |
| Zara          | 1  |
| TOTALE        | 30 |

### Scuole elementari
| Paese / città | N° |
| ------------- | -- |
| Buie          | 2  |
| Verteneglio   | 1  |
| Cittanova     | 1  |
| Umago         | 2  |
| Parenzo       | 1  |
| Dignano       | 1  |
| Rovigno       | 1  |
| Valle         | 1  |
| Pola          | 3  |
| Fiume         | 4  |
| TOTALE        | 17 |

### Scuole medie e superiori
| Paese / città | N° |
| ------------- | -- |
| Buie          | 1  |
| Rovigno       | 1  |
| Pola          | 1  |
| Fiume         | 1  |
| TOTALE        | 4  |

## Stampa italiana
Sono numerose le pubblicazioni della Stampa italiana in Croazia. Le principali sono:
- Arcobaleno, mensile (Fiume, dal 1948), editore Silvio Forza (Casa Editrice Edit), direttore Elisa Zaina. ()
- La Battana, trimestrale (Fiume, dal 1963), editore Silvio Forza (Casa Editrice Edit), direttore Laura Marching. ()
- El Clivo (Pola, dal 1971), editore Comunità degli Italiani di Pola, direttore Fabrizio Radin.
- Il Gazzettino della Dante Albonese, bimestrale (Albona), editore Società Dante Alighieri, direttore Tullio Vorano.
- Panorama, quindicinale (Fiume, dal 1952), editore Silvio Forza (Casa Editrice Edit), direttore Mario Simonovich. (Sito)
- El Portigo (Gallesano), editore Comunità degli Italiani di Gallesano, direttore Luana Moscarda.
- La Trifora, semestrale (Dignano, dal 2007), editore Comunità degli Italiani di Dignano, direttore Carla Rotta.
- Unione Italiana (Croazia), mensile (Fiume, dal 1998), direttore Maurizio Tremul.
- La Voce del Popolo, quotidiano (Fiume, dal 1944), editore Silvio Forza (Casa Editrice Edit Fiume), direttore Errol Superina. (Sito)